# 巴黎绿
巴黎绿（英語：Paris green），化学名醋酸亚砷酸铜（英語：Copper(II) acetoarsenite）是一种高毒性的铜盐，常温下为鲜绿色晶体。虽然巴黎绿有剧毒，但因為價格便宜且天然，因此它曾是一种广泛使用的颜料，甚至廣泛使用在各種用品上，例如衣物、蠟燭、壁紙，甚至是繪畫顏料等；除此之外它还被用作杀虫剂和杀鼠剂。